# آنتی اوکونن
آنتی اوکونن (فنلاندی: Antti Okkonen؛ زادهٔ ۶ ژوئن ۱۹۸۲) بازیکن فوتبال اهل فنلاند است.
از باشگاه‌هایی که در آن بازی کرده‌است می‌توان به باشگاه فوتبال هلسینکی، باشگاه فوتبال رووانیمی پالوسئورا، باشگاه فوتبال میپا، و باشگاه فوتبال سیلکبورگ اشاره کرد.
وی همچنین در تیم ملی فوتبال فنلاند بازی کرده‌است.